# Trigonoptera transversefasciata
Trigonoptera transversefasciata är en skalbaggsart som beskrevs av Gilmour 1949. Trigonoptera transversefasciata ingår i släktet Trigonoptera och familjen långhorningar.
Artens utbredningsområde är Västpapua. Inga underarter finns listade i Catalogue of Life.